# Роланд Ґюнтер
Роланд Ґюнтер (нім. Roland Günther, 11 грудня 1962) — німецький велогонщик.
Бронзовий призер Олімпійських Ігор 1984 року в командній гонці переслідування.